# Simelungun i Karolanden
Simelungun i Karolanden (oficialment Simeloengoen en de Karolanden) fou una entitat administrativa generalment assenyalada com a regència (afdeeling) de la residència de la Costa Oriental, a Sumatra, Índies Orientals Holandeses. Estava formada per dues subregències (onderafdeeling) cadascuna amb diversos estats, que fins al 1917 eren:
- Karôlanden
  - Territori del sibajak de Koetaboeloeh
  - Territori del sibajak de Sarinembah
  - Territori del sibajak de Lingga
  - Territori del sibajak de Soeka
  - Territori del sibajak de Baroedjahe
- Simeloengoen (Simelungun)
  - Comarca de Silima Koeta o Si Lama Kota
  - Comarca de Poerba o Purba
  - Comarca de Dolok (Dolok/Slau o Tuan Dolok Peribuan), amb 112 km²
  - Comarca de Raja o Raya
  - Comarca de Panei (Panai)
  - Comarca de Siantar o Si Antar
  - Comarca de Tanahjawa (després Suka i Tanah Jawa)

Després del 1917 hi foren agregats altres estats:
- - Bandar
  - Girsang, amb 9 km²
  - Sarinembah
  - Si Pangan Bolon, amb 22 km²